# 不動産鑑定士
不動産鑑定士（ふどうさんかんていし）は、不動産の鑑定評価に関する法律に基づき制定された国家資格であり、不動産の客観的価値に作用する諸要因に関して調査若しくは分析を行い、又は不動産の利用、取引若しくは投資に関する相談に応じることを業とする。

## 役割と性質
不動産の鑑定評価に関する法律は、不動産の鑑定評価に関し、不動産鑑定士及び不動産鑑定業について必要な事項を定め、もって土地等の適正な価格の形成に資すること目的としている。
そして不動産鑑定評価基準において「不動産鑑定士は、不動産の鑑定評価の社会的公共的意義を理解し、その責務を自覚し、的確かつ誠実な鑑定評価活動の実践をもって、社会一般の信頼と期待に報いなければならない」とされている。
不動産鑑定士の代表的な業務として、国又は地方自治体によって年に数回公開される全国の土地価格一覧（地価公示等）が挙げられる。これらの価格は一般の土地の取引価格に対して指標を与え、また、課税・公共事業等において「規準」として適用される。

## 不動産鑑定評価
不動産鑑定評価とは、不動産（土地若しくは建物又はこれらに関する所有権以外の権利をいう。）の経済価値を判定し、その結果を価額に表示することをいう。
不動産鑑定評価基準においては、「現実の社会経済情勢の下で合理的と考えられる市場で形成されるであろう市場価値を表示する適正な価格を、不動産鑑定士が的確に把握する作業に代表されるように、練達堪能な専門家によって初めて可能な仕事であるから、このような意味において、不動産の鑑定評価とは、不動産の価格に関する専門家の判断であり、意見であるといってよいであろう。」と位置づけられている。
『要説不動産鑑定評価基準と価格等調査ガイドライン』(2015)は、「一般の人々にとっては、不動産の適正な価格はいくらかということを取引価格等を通じて判断することは著しく困難であり、高度の専門的知識と豊富な経験とそれに基づく的確な判断力とを有する不動産鑑定士による適正な鑑定評価活動が必要となるものである」としている。

## 主な業務
不動産鑑定士の主な業務を例示するとすれば、以下のものを挙げることができる。
1. 不動産の鑑定評価業務
主なものを例示するとすれば、以下のものが挙げられる。
  - 公的機関から依頼される業務
    1. 地価公示法に基づく標準地の鑑定評価
    2. 国土利用計画法施行令に基づく基準地の鑑定評価
    3. 相続税課税のための路線価の評価
    4. 固定資産評価員業務
    5. 土地収用法その他の法律により公共用地を取得する際の補償目的の鑑定評価
    6. 競売事務における評価
    7. 国有財産法に基づく国有財産の評価

  - 民間企業や個人等から依頼される業務
    1. 売買の参考としての鑑定評価
    2. 株式会社へ不動産を現物出資する際の鑑定評価
    3. 減損会計における評価
    4. 抵当権設定のための鑑定評価
    5. 抵当証券発行のための鑑定評価
    6. 不動産の証券化に係る鑑定評価
    7. 会社合併時における資産評価
    8. 会社更生法や民事再生法の要請に伴う資産評価
    9. 都市再開発法に基づく市街地再開発事業における従前・従後の各種権利の鑑定評価
    10. 独立行政法人化に伴う資産評価
    11. 地代や家賃の更新・改定時の係争における評価
    12. 相続発生時における資産価値の評価

  - その他派生的評価業務
    1. 鑑定評価に準じる簡易鑑定
    2. デューデリジェンス（不動産の物的側面及び権利側面からの総合的な精密調査）
2. 不動産に関する相談業務
不動産鑑定士は、不動産鑑定士の名称を用いて、不動産の客観的価値に作用する諸要因に関して調査若しくは分析を行い、又は不動産の利用、取引若しくは投資に関する相談に応じることを業とすることができる。

## 鑑定評価の対象となる権利や不動産の類型
不動産の鑑定評価の対象となる不動産（土地若しくは建物又はこれらに関する所有権以外の権利をいう。）及び種々法令等によって不動産として扱われるものの類型は、下記の通り多岐にわたる。
更地、建付地、借地権（地上権、賃借権）、底地、区分地上権、自用の建物及びその敷地、貸家及びその敷地、区分所有建物及びその敷地、借地権付建物、借家権等。

## 不動産鑑定業
不動産鑑定業とは、自ら行うか他人を使用して行うかを問わず、他人の求めに応じて報酬を得て、不動産の鑑定評価を業として行うことをいい、不動産鑑定業を営むためには不動産鑑定業者の登録を受けなければならない。
不動産鑑定業を営もうとする者は、2以上の都道府県に事務所を設ける場合は国土交通省に、1都道府県内のみに事務所を設ける場合は都道府県に備わる不動産鑑定業者登録簿に登録を受けなければならない。不動産鑑定業者の事務所には、主たる事務所であるか従たる事務所であるかに関わらず、専任の不動産鑑定士を1名以上置かなければならない。
不動産鑑定業者の業務に関し、不動産鑑定士以外の者が不動産の鑑定評価を行えば、刑事罰の対象となる。なお不動産鑑定業として行わない（報酬を得ない）のであれば、不動産鑑定士資格の有無にかかわらず、誰でも鑑定評価を行うことが可能である。
不動産の鑑定評価を主たる業務とする不動産鑑定事務所以外にも、信託銀行やデベロッパー、鉄道会社等が不動産鑑定業者の登録を受けている場合もある。

## 試験
不動産鑑定士となるためには、国土交通省土地鑑定委員会が実施する国家試験に合格し、定められた手順を経た後に国土交通省に備わる不動産鑑定士名簿に登録される必要がある。
2006年（平成18年）から受験資格が撤廃され、短答式試験及び論文式試験の2段階選抜が行われる。短答式試験に合格した場合、合格発表日から2年以内に実施される短答式試験が免除される。

### 短答式試験
短答式試験は5月中旬の日曜日に北海道札幌市、宮城県仙台市、東京都特別区、新潟県新潟市、愛知県名古屋市、大阪府大阪市、広島県広島市、香川県高松市、福岡県福岡市及び沖縄県那覇市で行われる。
試験科目は不動産に関する行政法規、不動産の鑑定評価に関する理論の2科目。各々120分の試験時間に40問ずつ、試験の前年9月1日時点で施行されているものから出題される。

#### 不動産に関する行政法規
不動産に関する行政法規の試験範囲は、1の法律を中心に、2の法律を含んで出題される（関係する施行令、施行規則等を含む）。
1. 土地基本法、不動産の鑑定評価に関する法律、地価公示法、国土利用計画法、都市計画法、土地区画整理法、都市再開発法、建築基準法、マンションの建替え等の円滑化に関する法律（建物の区分所有等に関する法律の引用条項を含む）、不動産登記法、土地収用法、土壌汚染対策法、文化財保護法、農地法、所得税法（第1編から第2編第2章第3節まで）、法人税法（第1編から第2編第1章第2節まで）、租税特別措置法（第1章、第2章並びに第3章第5節の2及び第6節）、地方税法
2. 都市緑地法、住宅の品質確保の促進等に関する法律、宅地造成及び特定盛土等規制法、宅地建物取引業法、自然公園法、自然環境保全法、森林法、道路法、河川法、海岸法、公有水面埋立法、国有財産法、相続税法、景観法、高齢者、障害者等の移動等の円滑化の促進に関する法律、不動産特定共同事業法（第1章）、資産の流動化に関する法律（第1編及び第2編第1章）、投資信託及び投資法人に関する法律（第1編、第2編第1章及び第3編第2章第2節）、金融商品取引法（第1章）

#### 不動産の鑑定評価に関する理論
不動産の鑑定評価に関する理論の試験範囲は、不動産鑑定評価基準及び不動産鑑定評価基準運用上の留意事項から出題される。

### 論文式試験
論文式試験は8月の第1日曜日を含む土・日・月曜日の連続する3日間に東京都、大阪府、福岡県で行われる。
論文式試験は民法、会計学、経済学、不動産の鑑定評価に関する理論、不動産の鑑定評価に関する理論（演習）からの出題となる。
民法、会計学、経済学、不動産の鑑定評価に関する理論（演習）は、各120分、各大問2題が出題され、不動産の鑑定評価に関する理論は240分、大問4問が題される。

### 試験合格率
| 実施年         | 短答式   | 短答式   | 短答式 | 短答式   | 論文式   | 論文式   | 論文式 | 論文式   |
| 実施年         | 受験者数 | 合格者数 | 合格率 | 平均年齢 | 受験者数 | 合格者数 | 合格率 | 平均年齢 |
| -------------- | -------- | -------- | ------ | -------- | -------- | -------- | ------ | -------- |
| 2006(平成18)年 | 4,605名  | 1,106名  | 24.0%  | 33.3歳   | 912名    | 94名     | 10.3%  | 29.8歳   |
| 2007(平成19)年 | 3,519名  | 846名    | 24.0%  | 34.8歳   | 1,164名  | 120名    | 10.3%  | 29.9歳   |
| 2008(平成20)年 | 3,002人  | 678名    | 22.6%  | 34.7歳   | 1,308名  | 132名    | 10.1%  | 31.4歳   |
| 2009(平成21)年 | 2,835名  | 752名    | 26.5%  | 35.0歳   | 1,230名  | 124名    | 10.1%  | 32.9歳   |
| 2010(平成22)年 | 2,600名  | 705名    | 27.1%  | 35.8歳   | 1,130名  | 106名    | 9.4%   | 30.6歳   |
| 2011(平成23)年 | 2,171名  | 601名    | 27.7%  | 36.5歳   | 1,038名  | 117名    | 11.3%  | 32.1歳   |
| 2012(平成24)年 | 2,003名  | 616名    | 30.8%  | 36.7歳   | 910名    | 104名    | 11.4%  | 34.7歳   |
| 2013(平成25)年 | 1,827名  | 532名    | 29.1%  | 38.2歳   | 812名    | 98名     | 12.1%  | 34.6歳   |
| 2014(平成26)年 | 1,527名  | 461名    | 30.2%  | 39.3歳   | 745名    | 84名     | 11.3%  | 35.9歳   |
| 2015(平成27)年 | 1,473名  | 451名    | 30.6%  | 39.0歳   | 706名    | 100名    | 14.2%  | 35.3歳   |
| 2016(平成28)年 | 1,568名  | 511名    | 32.6%  | 37.8歳   | 708名    | 103名    | 14.5%  | 35.0歳   |
| 2017(平成29)年 | 1,613名  | 524名    | 32.5%  | 38.6歳   | 733名    | 106名    | 14.5%  | 32.8歳   |
| 2018(平成30)年 | 1,751名  | 584名    | 33.4%  | 38.3歳   | 789名    | 117名    | 14.8%  | 35.8歳   |
| 2019(令和元)年 | 1,767名  | 573名    | 32.4%  | 38.7歳   | 810名    | 121名    | 14.9%  | 34.3歳   |
| 2020(令和2)年  | 1,415名  | 468名    | 33.1%  | 38.0歳   | 764名    | 135名    | 17.7%  | 32.6歳   |
| 2021(令和3)年  | 1,709名  | 621名    | 36.3%  | 37.2歳   | 809名    | 135名    | 16.7%  | 34.6歳   |
| 2022(令和4)年  | 1,726名  | 626名    | 36.3%  | 38.0歳   | 871名    | 143名    | 16.4%  | 33.2歳   |
| 2023(令和5)年  | 1,647名  | 553名    | 33.6%  | 38.4歳   | 885名    | 146名    | 16.5%  | 34.3歳   |
| 2024(令和6)年  | 1,675名  | 606名    | 36.2%  | 37.5歳   | 847名    | 147名    | 17.4%  | 33.1歳   |
| 2025(令和7)年  | 2,144名  | 779名    | 36.3%  | 36.6歳   | ─名      | ─名      | ─%     | ─歳      |

## 実務修習
試験合格後、国土交通大臣の登録を受けた実務修習機関（公益社団法人日本不動産鑑定士協会連合会）において「実務修習」を受けることができる。実務修習期間は、1年、2年、3年の3種類（コース）がある。実務修習は（1）講義、（2）基本演習、（3）実地演習の3単元で構成されており、各単元とも修得確認が必要である。修得確認を取得できない場合には再受習となる。
1. 講義　
一般的基礎知識、種別・類型別鑑定評価、手法適用上の技術的知識等の講義を受ける。
2. 基本演習　
具体的に実査、評価、鑑定評価報告書の作成等を行う。
3. 実地演習　
指導鑑定士の指導を受けながら、実地演習必須類型の鑑定評価報告書の作成を行う。

上記の3単元全ての修得が確認された場合に、修了考査を受けることができる。内容は「小論文」と「実地演習の事案に対する口頭試問」である。修了考査で修了確認されれば、国土交通大臣の修了の確認手続後、不動産鑑定士として登録することができる。

### 修了考査合格率
| 実施年(回)       | 受験者数 | 合格者数 | 合格率 | 合格者 平均年齢 | 合格者 最年少 | 合格者 最高齢 |
| ---------------- | -------- | -------- | ------ | --------------- | ------------- | ------------- |
| 平成20年(第1回)  | 329名    | 269名    | 81.8%  | 35.6歳          | 23歳          | 70歳          |
| 平成21年(第2回)  | 300名    | 261名    | 87.0%  | 36.7歳          | 23歳          | 72歳          |
| 平成22年(第3回)  | 226名    | 212名    | 93.8%  | 37.2歳          | 24歳          | 75歳          |
| 平成23年(第4回)  | 279名    | 246名    | 88.2%  | 38.5歳          | 24歳          | 82歳          |
| 平成24年(第5回)  | 233名    | 208名    | 89.3%  | 39.4歳          | 24歳          | 79歳          |
| 平成25年(第6回)  | 176名    | 156名    | 88.6%  | 37.6歳          | 24歳          | 69歳          |
| 平成26年(第7回)  | 146名    | 128名    | 87.7%  | 38.1歳          | 24歳          | 67歳          |
| 平成27年(第8回)  | 148名    | 136名    | 91.9%  | 38.9歳          | 25歳          | 67歳          |
| 平成28年(第9回)  | 114名    | 98名     | 86.0%  | 36.8歳          | 25歳          | 62歳          |
| 平成29年(第10回) | 122名    | 104名    | 82.5%  | 39.3歳          | 23歳          | 66歳          |
| 平成30年(第11回) | 121名    | 107名    | 88.4%  | 39.5歳          | 23歳          | 66歳          |
| 平成31年(第12回) | 125名    | 91名     | 72.8%  | 37.4歳          | 24歳          | 72歳          |
| （一号再考査）   | 17名     | 11名     | 64.7%  | 41.0歳          | 25歳          | 53歳          |
| 令和2年(第13回)  | 143名    | 119名    | 83.2%  | 38.5歳          | 23歳          | 64歳          |
| （一号再考査）   | 19名     | 9名      | 47.4%  | 44.7歳          | 27歳          | 65歳          |
| 令和3年(第14回)  | 145名    | 105名    | 72.4%  | 37.7歳          | 22歳          | 70歳          |
| （一号再考査）   | 34名     | 23名     | 67.6%  | 40.8歳          | 26歳          | 69歳          |
| 令和4年(第15回)  | 127名    | 76名     | 59.8%  | 38.3歳          | 22歳          | 62歳          |
| （一号再考査）   | 35名     | 25名     | 71.4%  | 39.7歳          | 26歳          | 62歳          |
| 令和5年(第16回)  | 154名    | 93名     | 60.4%  | 35.4歳          | 21歳          | 63歳          |
| （一号再考査）   | 28名     | 19名     | 67.9%  | 35.9歳          | 25歳          | 52歳          |
| 令和6年(第17回)  | 163名    | 110名    | 67.5%  | 36.8歳          | 24歳          | 66歳          |
| （一号再考査）   | 33名     | 18名     | 54.5%  | 40.7歳          | 26歳          | 58歳          |
| 令和7年(第18回)  | 175名    | 110名    | 62.9%  | 34.9歳          | 23歳          | 63歳          |
| （一号再考査）   | 35名     | 22名     | 62.9%  | 36.4歳          | 24歳          | 58歳          |